# Mikulin AM-38
Il Mikulin AM-38, citato anche come M-38, era un motore aeronautico 12 cilindri a V di 60° raffreddato a liquido  progettato dall'OKB 34 diretto da Aleksandr Aleksandrovič Mikulin e sviluppato in Unione Sovietica negli anni quaranta.
Sviluppato dal precedente AM-34 è stato uno dei più importanti motori aeronautici utilizzati dalla Sovetskie Voenno-vozdušnye sily, l'aeronautica sovietica, nel periodo della seconda guerra mondiale.

## Versioni
AM-38F
Versione da bassa quota, specificatamente adottata dalla versione biposto degli Šturmovik, caratterizzata da un dispositivo atto ad aumentare di 100 CV la potenza in fase di decollo, utilizzabile anche per non meno di 10 minuti come forsazh (potenza di combattimento) in caso di necessità alla quota di 1 500 m.

## Apparecchi utilizzatori
Unione Sovietica
- Ilyushin Il-2 Šturmovik
- Mikoyan-Gurevich MiG-3